# Język kirikiri
Język kirikiri (a. kiri-kiri), także kirira – język papuaski używany w prowincji Papua w Indonezji, przez grupę etniczną Kirikiri. Według danych z 1982 roku mówi nim 250 osób.
Z danych indonezyjskiej publikacji Peta Bahasa wynika, że jego użytkownicy zamieszkują wieś Wafuka (dystrykt Kirihi, kabupaten Waropen). Dodatkowo w pobliskich miejscowościach Doufo i Poira współistnieje z językami edopi i fayu.
Zidentyfikowano dwa dialekty: kirikiri właściwy i faia. Do pocz. lat 90. XX w. grupy Kirikiri i Faia nie utrzymywały ze sobą kontaktów. Nie były też dostępne żadne dane nt. dialektu faia.
Odnotowano, że w społeczności nie ugruntował się język indonezyjski, a dostęp do edukacji jest silnie ograniczony, ze względu na brak szkół w regionie. W użyciu jest malajski papuaski jako język drugi.
Jest językiem tonalnym. Należy do rodziny języków Równiny Jezior.
Badania w regionie prowadził od 1989 r. Duane A. Clouse. Opracowano słownik tego języka.